# فرناندو گامبوآ
فرناندو گامبوآ (انگلیسی: Fernando Gamboa؛ زادهٔ ۲۸ اکتبر ۱۹۷۰) بازیکن سابق فوتبال و مربی فوتبال اهل آرژانتین است که در پست دفاع بازی‌ می‌کرد.
وی همچنین در تیم‌های ملی فوتبال زیر ۲۰ سال آرژانتین و آرژانتین بازی کرده‌است.